# Petit-duc d'Everett
Otus everetti
Espèce
Synonymes
- Scops everetti Tweeddale, 1879
(protonyme)

Statut de conservation UICN

 LC  : Préoccupation mineure
Le Petit-duc d'Everett (Otus everetti) est une espèce d'oiseaux de la famille des Strigidae, considérée jusqu'en 2011 comme une sous-espèce du Petit-duc de Luçon (O. megalotis).

## Répartition
Cette espèce est endémique des Philippines.